# Tafilalet
 (mars 2025).
Si vous disposez d'ouvrages ou d'articles de référence ou si vous connaissez des sites web de qualité traitant du thème abordé ici, merci de compléter l'article en donnant les références utiles à sa vérifiabilité et en les liant à la section « Notes et références ».
En pratique : Quelles sources sont attendues ? Comment ajouter mes sources ?

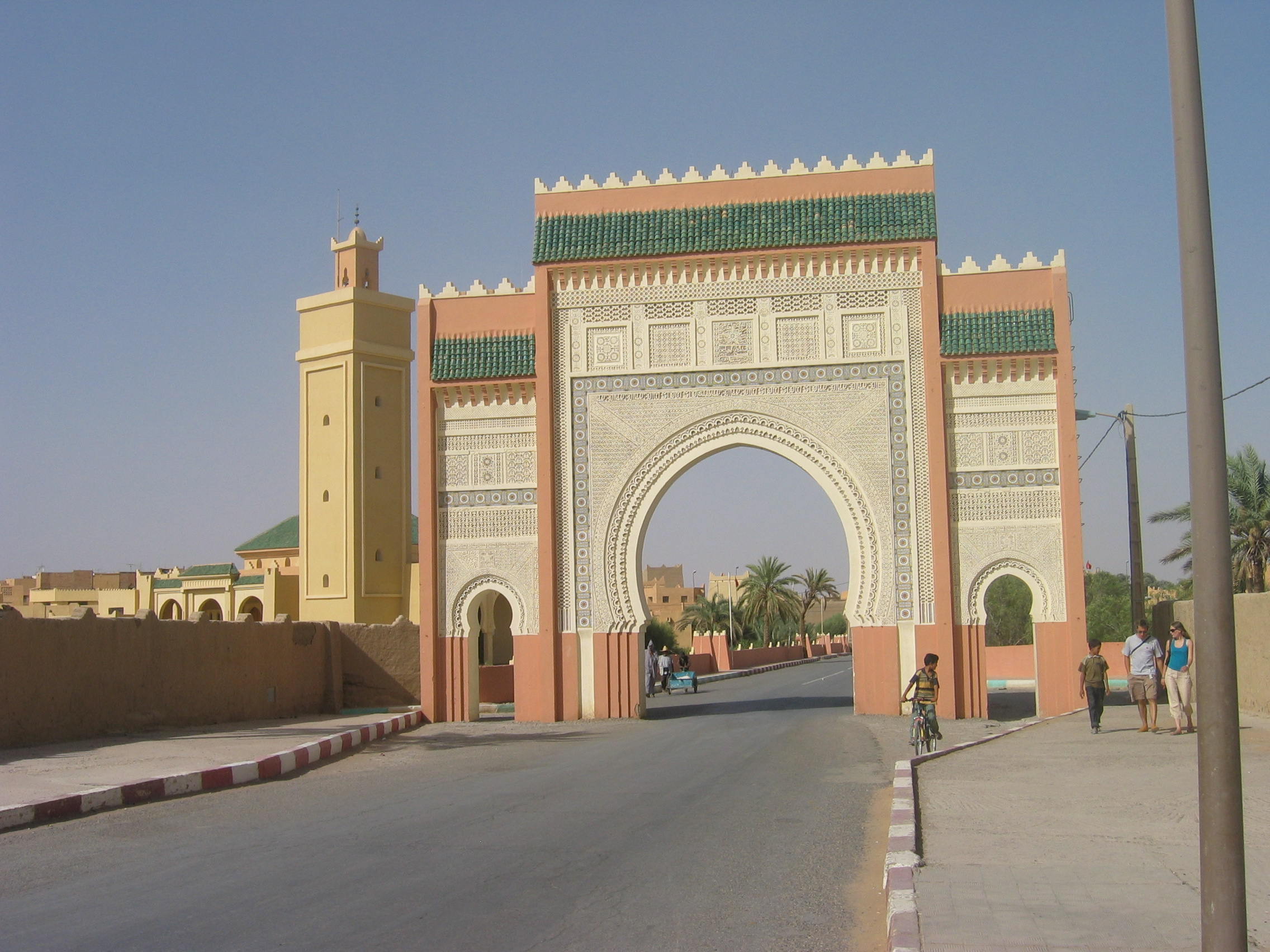
Porte historique du Tafilalet (Rissani)

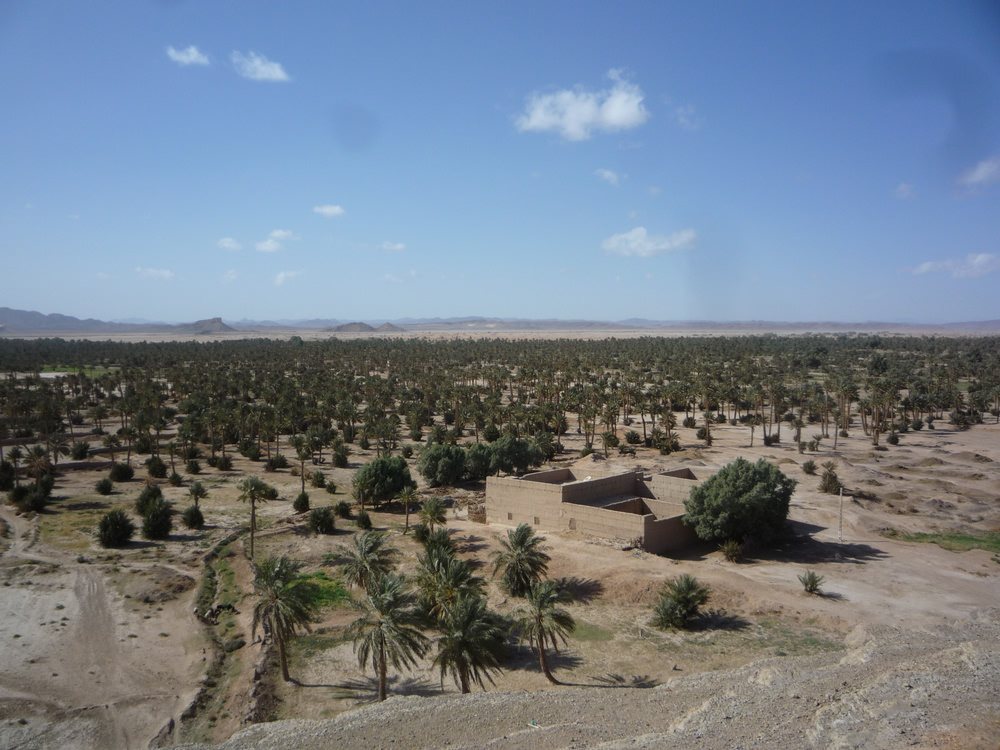
Tafilalet succession d'oasis

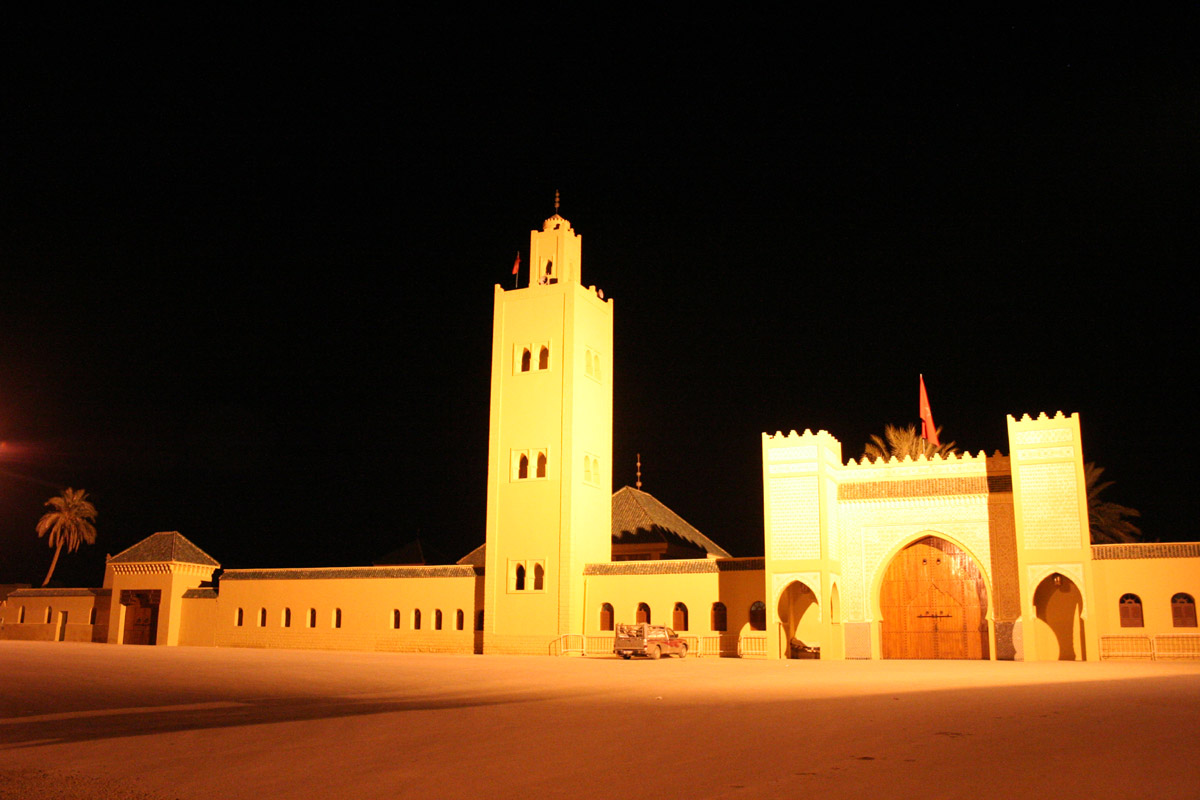
Mausolée Moulay Ali Cherif ancêtre de la dynastie Alaouite

Le Tafilalet (en arabe : تافيلالت ; en tamazight : ⵜⴰⴼⵉⵍⴰⵍⵜ) est une région historique située dans le sud-est du Maroc, dont les villes principales sont Erfoud et Rissani. Cette région, longtemps porte principale du Sahara et lieu d'échange entre le Nord et l'extrême Sud, entre le Maghreb et le Soudan, fut un centre commercial important du commerce transsaharien pendant de nombreux siècles.
Aujourd'hui, le Tafilalet, au sens large, correspond à une partie de la province d'Errachidia, ancienne Ksar-es-Souk. Il fait partie, depuis 2015, de la région Drâa-Tafilalet.

## Géographie
Depuis 2015, le Drâa-Tafilalet est une des 12 nouvelles régions du Maroc constituée par regroupement des provinces du Drâa (Zagora, Tinghir, Ouarzazate, ex région Souss-Massa-Drâa) et des provinces du Tafilalet  (Midelt et Errachidia, ex région Meknès-Tafilalet).
La région de Tafilalet, d'une superficie de près de 77 000 km2, possède la plus grande oasis au monde :  65 000 ha répartis entre les basses vallées des oueds Ziz et Rheris.

## Histoire
Le Père Charles de Foucauld a émis l'hypothèse que la reine des Touareg Tin Hinan serait originaire de cette région. L'hypothèse a été reprise par d'autres , pourtant elle n'a aucun fondement et aucune preuve tangible et historique qui corrobore cela. 

À la fin du XIXe siècle, le Tafilalet comptait une population d'environ cinq cent mille âmes, réparties sur les ksours le long de l'oued Ziz.

## Divers
Le gentilé correspondant est afilal en berbère, filali en arabe, et filalien en français.
La 118e promotion de l'École spéciale militaire de Saint-Cyr (1931-1933) porte le nom de Tafilalet.
Les Nouajis, populations arabe nomades issues de la tribu Beni-Hassan, habitent au Tafilalet. Ils affirment être affiliés aux Touaregs, sans que leur affiliation à eux ne soit démontrée. Cette affiliation leur est également donnée par les populations locales arabes et berbères.